# Tangara chilensis
Tangara chilensis là một loài chim trong họ Thraupidae.